# Marsi Paribatra
Marsi Sukhumbhand Paribatra (en tailandés: มารศีสุขุมพันธุ์ บริพัตร; 25 de agosto de 1931 - 9 de julio de 2013) fue una pintora tailandesa y la única hija del Príncipe Chumbhot Paripatra, Príncipe de Nakhon Sawan. Su título era Mom Chao Ying.

## Primeros años y carrera
Su Alteza Serenísima, la Princesa Marsi Paribatra, nació en Bangkok, Tailandia, pero pasó gran parte de su infancia en el extranjero en Java, Indonesia e Inglaterra, Reino Unido, mientras su padre abandonaba Tailandia a raíz de la Revolución Siamesa de 1932. Después de la Segunda Guerra Mundial, completó su educación en Suiza, Francia y España. En 1954 obtuvo un doctorado (Docteur ès Lettres) en la Universidad de París por su tesis Le romantisme contemporain. Obtuvo un segundo doctorado en historia del arte en la Universidad de Madrid en 1959. Continuó a tomar puestos de conferencias en Madrid y Bangkok (Universidad de Chulalongkorn). 
Dejó de dar clases para convertirse en una artista autodidacta, y realizó una primera exposición en 1962 en el Silpa Bhirasri Art Center de Bangkok, antes de exponer regularmente en París en el Musée d'Art Moderne entre 1964 y 1972. 
En 2004, Marsi Paribatra quedó parcialmente paralizada por un derrame cerebral que le impidió volver a pintar, Marsi Paribatra quería establecer una fundación de caridad en Tailandia, pero la ley francesa habría dificultado las transferencias de dinero. En 2009, la prima de Marsi Paribatra, Jisnuson Svasti, la ayudó a establecer la Fundación Marsi.

## Enfermedad y muerte
Marsi Paribatra murió en su casa en Annot, al sur de Francia, después de una enfermedad, el 9 de julio de 2013, a los 81 años.